# Приселье (Кардымовский район)
Приселье — деревня в Кардымовском районе Смоленской области России. Входит в состав Шокинского сельского поселения. Население — 53 жителя (2007 год). 
Расположена в центральной части области в 11 км к северу от Кардымова, в 4 км южнее автодороги М1 «Беларусь». В 3 км восточнее деревни расположена железнодорожная станция Присельская на линии Москва — Минск. 

## История
В годы Великой Отечественной войны деревня была оккупирована гитлеровскими войсками в августе 1941 года, освобождена в сентябре 1943 года.